# Championnat du Rwanda de football 2019-2020
Navigation
Saison précédente Saison suivante
La saison 2019-2020 du Championnat du Rwanda de football est la soixante-neuvième édition du championnat de première division au Rwanda. Les seize meilleures équipes du pays sont regroupées au sein d’une poule unique où elles s’affrontent deux fois au cours de la saison, à domicile et à l’extérieur. En fin de saison, les deux derniers du classement sont relégués et remplacés par les deux meilleurs clubs de deuxième division.
Le club Armée patriotique rwandaise Football Club remporte son dix-huitième titre de champion du Rwanda.

## Qualifications continentales
Le champion du Rwanda se qualifie pour la Ligue des champions de la CAF 2020-2021 tandis que le vainqueur de la Coupe du Rwanda obtient son billet pour la Coupe de la confédération 2020-2021.

## Déroulement de la saison
Le championnat débute le 4 octobre 2019, pendant la 24e journée, le 14 mars 2020, le championnat est interrompu à cause de la pandémie de Covid-19. Le 22 mai 2020, la saison est déclarée terminée, en prenant en compte le classement après la 23e journée. Les deux derniers du classement seront relégués.
La Coupe du Rwanda n'ayant pas été disputée, le vice-champion prend la place en Coupe de la confédération.

## Les clubs participants
- APR FC
- Rayon Sports FC
- Police FC
- Kiyovu Sports Association
- Mukura Victory Sports FC
- AS Kigali
- Heroes FC - Promu de D2
- AS Muhanga
- Bugesera FC
- Espoir FC
- Musanze FC
- Gasogi United - Promu de D2
- Marines FC
- Sunrise FC
- Gicumbi FC
- Etincelles FC

## Compétition
Le barème utilisé pour établir le classement est le suivant :
- Victoire : 3 points
- Match nul : 1 point
- Défaite : 0 point

### Classement
| Rang | Équipe                    | Pts | J  | G  | N  | P  | Bp | Bc | Diff |
| ---- | ------------------------- | --- | -- | -- | -- | -- | -- | -- | ---- |
| 1    | APR FC                    | 57  | 23 | 17 | 6  | 0  | 44 | 11 | +33  |
| 2    | Rayon Sports FC T         | 50  | 23 | 15 | 5  | 3  | 37 | 15 | +22  |
| 3    | Police FC                 | 43  | 23 | 12 | 7  | 4  | 33 | 21 | +12  |
| 4    | Mukura Victory Sports FC  | 38  | 23 | 11 | 5  | 7  | 35 | 28 | +7   |
| 5    | Kiyovu Sports Association | 35  | 23 | 10 | 5  | 8  | 30 | 20 | +10  |
| 6    | AS Kigali                 | 33  | 23 | 7  | 12 | 4  | 21 | 20 | +1   |
| 7    | Sunrise FC                | 30  | 23 | 7  | 9  | 7  | 37 | 33 | +4   |
| 8    | Bugesera FC               | 30  | 23 | 8  | 6  | 9  | 30 | 30 | 0    |
| 9    | Gasogi United P           | 29  | 23 | 7  | 9  | 8  | 22 | 23 | -1   |
| 10   | Marines FC                | 28  | 23 | 7  | 7  | 9  | 18 | 24 | -6   |
| 11   | AS Muhanga                | 27  | 23 | 7  | 6  | 10 | 15 | 21 | -6   |
| 12   | Musanze FC                | 26  | 23 | 5  | 11 | 7  | 22 | 28 | -6   |
| 13   | Etincelles FC             | 24  | 23 | 5  | 9  | 9  | 19 | 25 | -6   |
| 14   | Espoir FC                 | 17  | 23 | 4  | 5  | 14 | 20 | 40 | -20  |
| 15   | Heroes FC P               | 16  | 23 | 4  | 4  | 15 | 17 | 41 | -24  |
| 16   | Gicumbi FC                | 15  | 23 | 4  | 3  | 16 | 18 | 38 | -20  |

|  | Qualification pour la Ligue des champions de la CAF 2020-2021           |
|  | Qualification pour la Coupe de la confédération 2020-2021               |
|  | Relégation en deuxième division                                         |
|  | T : Tenant du titre C : Vainqueur de la Coupe du Rwanda P : Promu de D2 |

## Bilan de la saison
| Championnat du Rwanda de football 2019-2020 |                                                       |
| Champion                                    | Armée patriotique rwandaise Football Club (18e titre) |
| Coupes et trophées                          |                                                       |
| Vainqueur de la Coupe du Rwanda 2019-2020   | non disputée                                          |
| Qualifications continentales                |                                                       |
| Ligue des champions de la CAF 2020-2021     | Armée patriotique rwandaise Football Club             |
| Coupe de la confédération 2020-2021         | Rayon Sports Football Club                            |
| Promotions et relégations                   |                                                       |
| Promus en Première division                 | Rutsiro FC                                            |
| Promus en Première division                 | Gorilla FC                                            |
| Relégués en Deuxième division               | Heroes FC                                             |
| Relégués en Deuxième division               | Gicumbi FC                                            |